# Regulator (Radsport)
Ein Regulator ist im Straßenradsport eine Person, die als Teil der Veranstaltungsorganisation im Rennen für die Sicherheit der Radrennfahrer sorgt und die Flüssigkeit des Rennverkehrs regelt.
Der Regulator sitzt als Beifahrer auf dem Rücksitz eines Motorradpiloten, überwacht aus dieser Position den Rennablauf und regelt den Verkehr der Begleitfahrzeuge, Kameramotorräder und anderer Fahrzeuge im Konvoi. Dabei entscheidet er insbesondere, ob und wann Fahrzeuge Fahrergruppen überholen dürfen. Im Gegensatz zu den Rennkommissären überwacht er nicht die Sportler und spricht auch keine Strafen aus.
Der Weltradsportverband Union Cycliste Internationale (UCI) veröffentliche im Juli 2025 erstmals ein offizielles Reglement über die Rolle der Regulatoren, welches zum 1. Januar 2026 in Kraft tritt. Danach muss ein Regulator von seinem nationalen Verband lizenziert sein, Erfahrungen in Radsportereignissen und Kenntnisse des UCI-Reglements sowie der Wettbewerbsbestimmungen der Veranstaltung besitzen. Der Einsatz von wenigstens zwei Regulatoren bei Rennen der UCI WorldTour und UCI Women’s WorldTour sowie einem bei Rennen der UCI ProSeries und Rennen der ersten Kategorie des UCI-Kalenders ist verbindlich.